# Żegnaj paro!
Żegnaj paro! – polski krótkometrażowy film animowany w reżyserii Ryszarda Antoniszczaka. Film opowiada o człowieku, który za młodu żył głównie w świecie fantazji, do czasu, gdy odnalazł się jako kolejarz. Stylistyką nawiązuje do słynnej Żółtej łodzi podwodnej z 1968. Ilustracją muzyczną perypetii bohatera jest piosenka Ballada o dziadku kolejofilu krakowskiego zespołu Zdrój Jana, którego członkiem jest również reżyser filmu.